# Vienna Open 1978
Il Vienna Open 1978, noto anche come Fischer Grand Prix per motivi di sponsorizzazione, è stato un torneo di tennis giocato sul sintetico indoor della Wiener Stadthalle di Vienna, in Austria. È stata la 4ª edizione del torneo, faceva parte del Colgate-Palmolive Grand Prix 1978 e si è giocato dal 23 al 29 ottobre 1978.

## Campioni

### Singolare maschile
Stan Smith ha battuto in finale  Balázs Taróczy con il punteggio di 4–6, 7–6, 7–6, 6–3

### Doppio maschile
Víctor Pecci /  Balázs Taróczy hanno battuto in finale  Bob Hewitt /  Frew McMillan con il punteggio di 6–3, 6–7, 6–4